# Concattedrale dei Santi Nicola, Donato e Bonaventura
La concattedrale dei Santi Nicola, Donato e Bonaventura è il principale luogo di culto cattolico di Bagnoregio, in provincia e diocesi di Viterbo; fa parte della zona pastorale di Bagnoregio.

## Storia
Originariamente nell'area della concattedrale esisteva una chiesetta dedicata a santa Maria della Neve, fondata forse nel V secolo.
Nel 1581 questo luogo di culto fu eretto a parrocchiale e a collegiata al posto della vecchia e malandata chiesa di San Nicola, dalla quale ereditò pure l'intitolazione, venendo dunque ridedicato al santo di Myra.
In seguito al terremoto del 1695 che aveva devastato il borgo di Civita con l'originaria cattedrale, il 16 febbraio 1699 papa Innocenzo XII elevò con un motu proprio la collegiata a nuova cattedrale della diocesi di Bagnoregio; la chiesa venne riconsacrata il 26 luglio 1700 e contestualmente fu aggiunta anche la dedica a san Donato, mentre quella a san Bonaventura è ancora posteriore.
Nel Settecento la struttura fu dotata delle cappelle laterali e negli anni settanta di quel secolo venne ampliata su progetto dell'architetto Clemente Orlandi.
Nel contesto delle soppressioni napoleoniche, nel 1810 la diocesi bagnorese venne accorpata a quella di Montefiascone, per poi tornare autonoma nel 1814.
L'intervento di adeguamento liturgico secondo le norme postconciliari fu condotto nel 1974 mediante l'aggiunta dell'altare rivolto verso l'assemblea ricavato da un antico sarcofago pagano del II secolo.
Nel 1986 papa Giovanni Paolo II, con bolla datata 27 marzo, soppresse definitivamente la diocesi di Bagnoregio, che confluì in quella di Viterbo; contestualmente la cattedrale divenne concattedrale.
A causa del cedimento di una capriata avvenuto nel 2011 il tetto del luogo di culto fu interessato da un ripristino, terminato nel 2014.

## Descrizione

### Esterno
La facciata a capanna della concattedrale, rivolta a settentrione e rimodellata nel 1841, è suddivisa da una cornice marcapiano in due registri, entrambi scanditi da quattro lesene: quello inferiore presenta al centro il portale d'ingresso timpanato, mentre quello superiore è caratterizzato da una finestra e da due nicchie e coronato dal frontone di forma triangolare.
Annesso alla chiesa è il campanile a base quadrata, la cui doppia cella presenta su entrambi i registri una monofora a tutto sesto per lato; la torre è coperta dal tetto a quattro falde.

### Interno
L'interno dell'edificio, abbellito da stucchi e da decorazioni, si compone di un'unica navata, sulla quale si affacciano su ogni lato tre cappelle laterali, introdotte da archi a tutto sesto, e le cui pareti sono scandite da possenti lesene sorreggenti la trabeazione aggettante e modanata sopra la quale si imposta la volta; al termine dell'aula si sviluppa il presbiterio, rialzato di alcuni gradini, ospitante l'altare maggiore e chiuso dall'abside di forma di forma semicircolare.
Qui sono conservate diverse opere di pregio, tra le quali l'organo, costruito da Calogero La Monica e commissionato dal vescovo Martino Cordella, i dipinti raffiguranti la Sacra Famiglia, i Santi Nicola e Donato e le sante Vittoria e Teresa e la teca argentea contenente delle reliquie di san Bonaventura.